# إزرائيل ديفيد فيشمان
إزرائيل ديفيد فيشمان (بالإنجليزية: Israel David Fishman)‏ هو أمين مكتبة أمريكي، ولد في 21 فبراير 1938، وتوفي في 14 يونيو 2006.